# Voikova Lăka, Smolean
Voikova Lăka (în bulgară Войкова Лъка) este un sat în comuna Rudozem, regiunea Smolean,  Bulgaria. 

## Demografie
Componența etnică a satului Voikova Lăka
     Bulgari (69,02%)
     Nicio identificare (16,84%)
     Altele (14,13%)
La recensământul din 2011, populația satului Voikova Lăka era de 368 locuitori. Din punct de vedere etnic, majoritatea locuitorilor (69,02%) erau bulgari. Pentru 16,84% din locuitori nu este cunoscută apartenența etnică.